# Organizația Tratatului Atlanticului de Nord
Organizația Tratatului Atlanticului de Nord (sau Alianța Atlantică; în engleză North Atlantic Treaty Organization, acronim NATO; în franceză Organisation du traité de l'Atlantique nord, acronim OTAN) este o alianță militară interguvernamentală formată din 32 de state membre – 30 europene și 2 nord-americane. Înființată în urma celui de-al Doilea Război Mondial, organizația implementează Tratatul Atlanticului de Nord, semnat la Washington, D.C., la 4 aprilie 1949. NATO este un sistem de securitate colectivă: statele sale membre independente sunt de acord să se apere reciproc împotriva atacurilor din partea terților. În perioada Războiului Rece, NATO a funcționat ca un factor de echilibru față de amenințarea Uniunii Sovietice. Alianța a rămas activă și după dizolvarea Uniunii Sovietice și a Pactului de la Varșovia și a fost implicată în operațiuni militare în Balcani, Orientul Mijlociu, Asia de Sud și Africa. Deviza organizației „o minte neîngrădită în deliberare” (în latină „animus in consulendo liber”).
Sediul general se află la Bruxelles, în Belgia, iar Sediul Central al Forțelor Aliate din Europa se află în apropiere de Mons, în Belgia. Forțele combinate ale tuturor membrilor NATO includ aproximativ 3,5 milioane de soldați și personal. Toate statele membre acoperă împreună o suprafață de 25,07 milioane km², cu o populație de aproximativ 973 de milioane de oameni. Cheltuielile lor militare combinate, începând cu 2022, au constituit aproximativ 55% din totalul nominal global.
NATO s-a format cu 12 membri fondatori și a adăugat noi membri de 10 ori, cel mai recent când Suedia a aderat la alianță la 7 martie 2024. În plus, NATO recunoaște Bosnia și Herțegovina, Georgia și Ucraina ca membri aspiranți. Extinderea a generat tensiuni cu Rusia, care nu este membru, dar participă la programul Parteneriatului pentru Pace, alături de alte 18 țări. Alte 19 țări sunt implicate în programe de dialog instituționalizat cu NATO.

## Istoric
NATO a fost înființată pe 4 aprilie 1949 prin semnarea Tratatului Atlanticului de Nord (Tratatul de la Washington). Cei 12 membri fondatori ai alianței au fost Belgia, Canada, Danemarca, Franța, Islanda, Italia, Luxemburg, Țările de Jos, Norvegia, Portugalia, Regatul Unit și Statele Unite ale Americii.
URSS și statele aliate ei au format Pactul de la Varșovia în 1955 pentru a contrabalansa NATO. Ambele organizații au fost forțe oponente în Războiul Rece.
Patru noi membri s-au alăturat în timpul Războiului Rece: Grecia (1952), Turcia (1952), Germania de Vest (1955) și Spania (1982). După dizolvarea Uniunii Sovietice, multe foste state ale Pactului de la Varșovia și post-sovietice au căutat aderarea. În 1990, teritoriul fostei Germanii de Est a fost adăugat prin reunificarea Germaniei. La summitul de la Washington din 1999, Ungaria, Polonia și Republica Cehă s-au alăturat oficial, iar NATO a emis noi linii directoare pentru aderare, prin „Planuri de Acțiune pentru Aderare” personalizate. Aceste planuri au guvernat adăugarea de noi membri: Bulgaria, Estonia, Letonia, Lituania, România, Slovacia și Slovenia în 2004, Albania și Croația în 2009, Muntenegru în 2017 și Macedonia de Nord în 2020. Finlanda și Suedia sunt cei mai noi membri, aderând pe 4 aprilie 2023 și, respectiv, 7 martie 2024, ca reacție la invazia Rusiei în Ucraina.
NATO și-a văzut primul angajament militar în Războiul din Kosovo, unde a pornit o campanie de 11 săptămâni împotriva statului Serbia și Muntenegru între 24 martie și 11 iunie 1999.
Decizia lui Charles de Gaulle de a revoca comanda militară franceză în 1966 pentru a-și dezvolta propriul program de descurajare nucleară, a necesitat relocarea Centralei NATO din Paris, Franța la Bruxelles, Belgia până la 16 octombrie 1967. În timp ce centrala politică este amplasată în Bruxelles, centrala militară și cea a Puterilor Aliate ale Europei (SHAPE) sunt localizate la sud de Bruxelles în orașul Mons.
La 13 septembrie 2001, NATO a invocat, pentru prima dată în istoria sa, un articol din carta sa prin care se înțelege că orice atac asupra unui stat-membru este considerat un atac împotriva întregii alianțe. Asta a venit ca un răspuns la Atacul terorist de la 11 septembrie 2001.
La 10 februarie 2003 NATO a înfruntat o criză serioasă deoarece Franța și Belgia au împiedicat procedura de aprobare tacită în privința momentului la care s-ar lua măsuri protective pentru Turcia în cazul unui posibil război cu Irakul. Germania nu și-a folosit dreptul de veto, însă a spus că susținea vetoul.
La 16 aprilie 2003, NATO a fost de acord să preia comanda Forței Internaționale de Asistență pentru Securitate (ISAF) în Afganistan în august același an. Decizia a venit după cererea Germaniei și Țărilor de Jos, cele două națiuni care conduceau ISAF la momentul înțelegerii. Ea a fost aprobată unanim de către toți cei 19 ambasadori ai NATO. A fost prima oară în istoria organizației când a avut loc o misiune în afara zonei atlantice. Canada a fost în original criticată pentru că i-a luat-o înainte ISAF-ei.

## Formarea NATO și Rezoluția Vandenberg

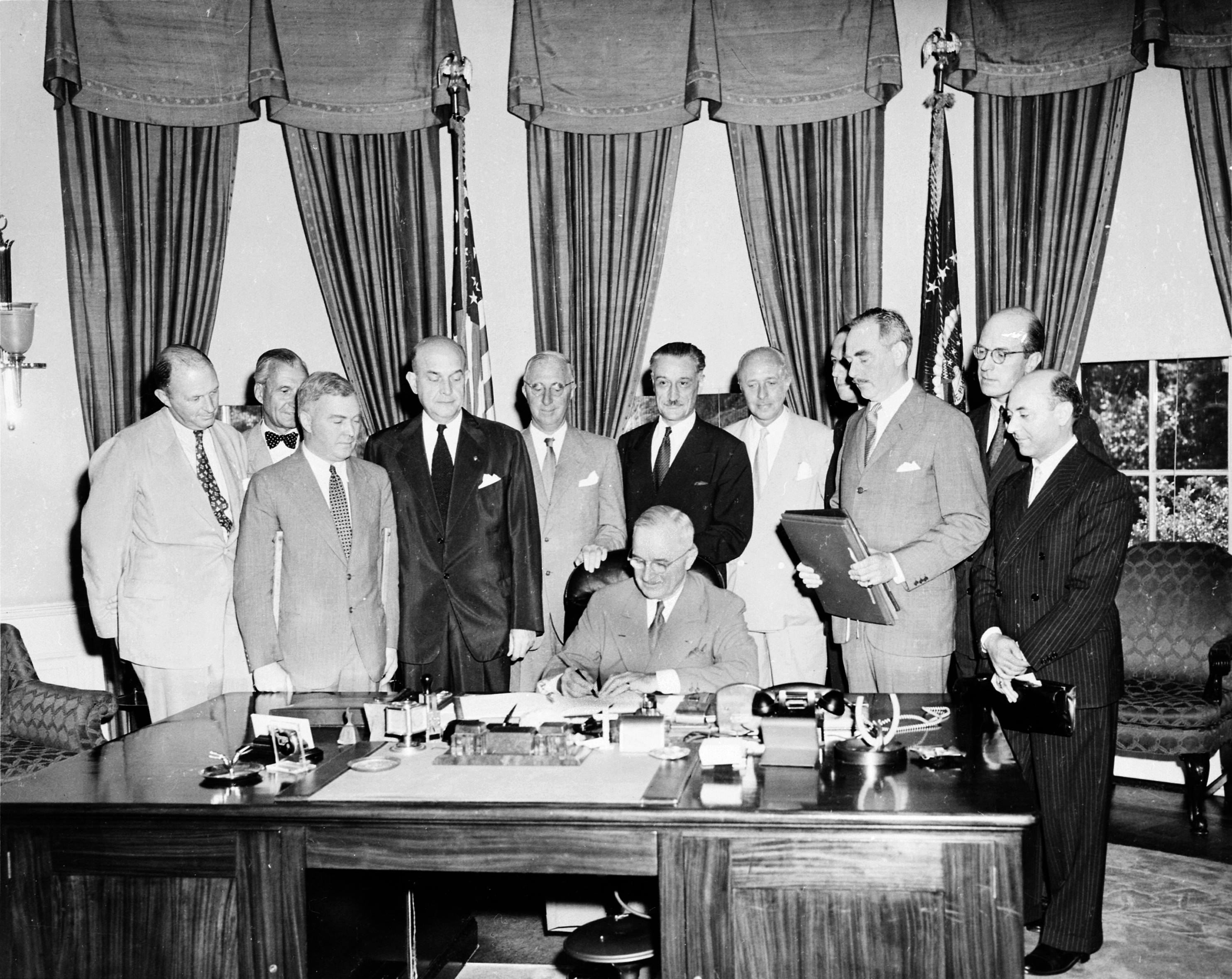
Președintele american Harry S. Truman semnează Tratatul Nord-Atlantic

Între 1945-1949, vestul era îngrijorat de expansionismul URSS care dorea să-și mențină forță militară la întreagă capacitate și să impună forme nedemocratice de guvernământ. 
Între 1947-1949, Norvegia, Grecia, Turcia și alte țări vest-europene sunt amenințate din cauza blocadei Berlinului. 
În 1947 are loc Tratatul de la Dunkerque, tratat de apărare colectivă între Franța și Marea Britanie prin care își asumau asistență mutuală în cazul unui "atac german" asupra uneia dintre ele și prevenirea Germaniei de a redeveni o mare putere. 
În 17 martie 1948 este încheiat Tratatul de la Bruxelles între Franța, Marea Britanie, Belgia, Țările de Jos și Luxemburg care prevedea colaborare economică, socială și culturală prin articole formale. Conform articolului 4, sunt asigurate garanțiile de securitate. Conform articolului 51 din Carta ONU, Europa dorea să demonstreze Statelor Unite că era gata să fie anihilată pentru a se apară. Aderarea se făcea prin invitație, iar tratatul trebuia ratificat de toate statele care pot ieși din tratat după 50 de ani. 
Au loc negocieri cu Canada și SUA pentru formarea unei Alianțe Nord-Atlantice dintre Europa și America de Nord. Danemarca, Islanda, Norvegia și Portugalia au fost invitate de marile puteri să participe la Tratatul de la Bruxelles. 
În 1949 este încheiat Tratatul de la Washington din 1949 prin care cele 12 țări fondatoare: SUA, Canada, Franța, Marea Britanie, Belgia, Țările de Jos, Luxemburg, Danemarca, Norvegia, Islanda, Portugalia, Italia pun bazele NATO. 
Principiile tratatului
- democrație
- libertate individuală
- statul de drept
- rezolvarea conflictelor pe cale pașnică
- colaborarea economică
- garanții de securitate
- solidaritatea defensivă în cazul unui atac asupra unui membru NATO, deși SUA își asumă o garanție juridică slabă pentru că nu doresc să se angajeze într-un conflict
- apărarea teritorială în Europa și America de Nord la nord de Tropicul Racului
- supremația Cartei ONU
- tratatele internaționale nu intră în contradicție cu Tratatul
- organizarea întâlnirilor Consiliului de câte ori este necesar
- aderarea la NATO prin care statele se pun de acord și invită statul care vrea să adere, actele fiind depuse la Washington.
- ratificarea tratatului de aderare dacă majoritatea statelor votează
- tratatul nu poate fi modificat timp de 10 ani
- tratatul poate fi denunțat după 20 de ani cu notificarea SUA
- limbile oficiale în care este încheiat tratatul

Scopul NATO

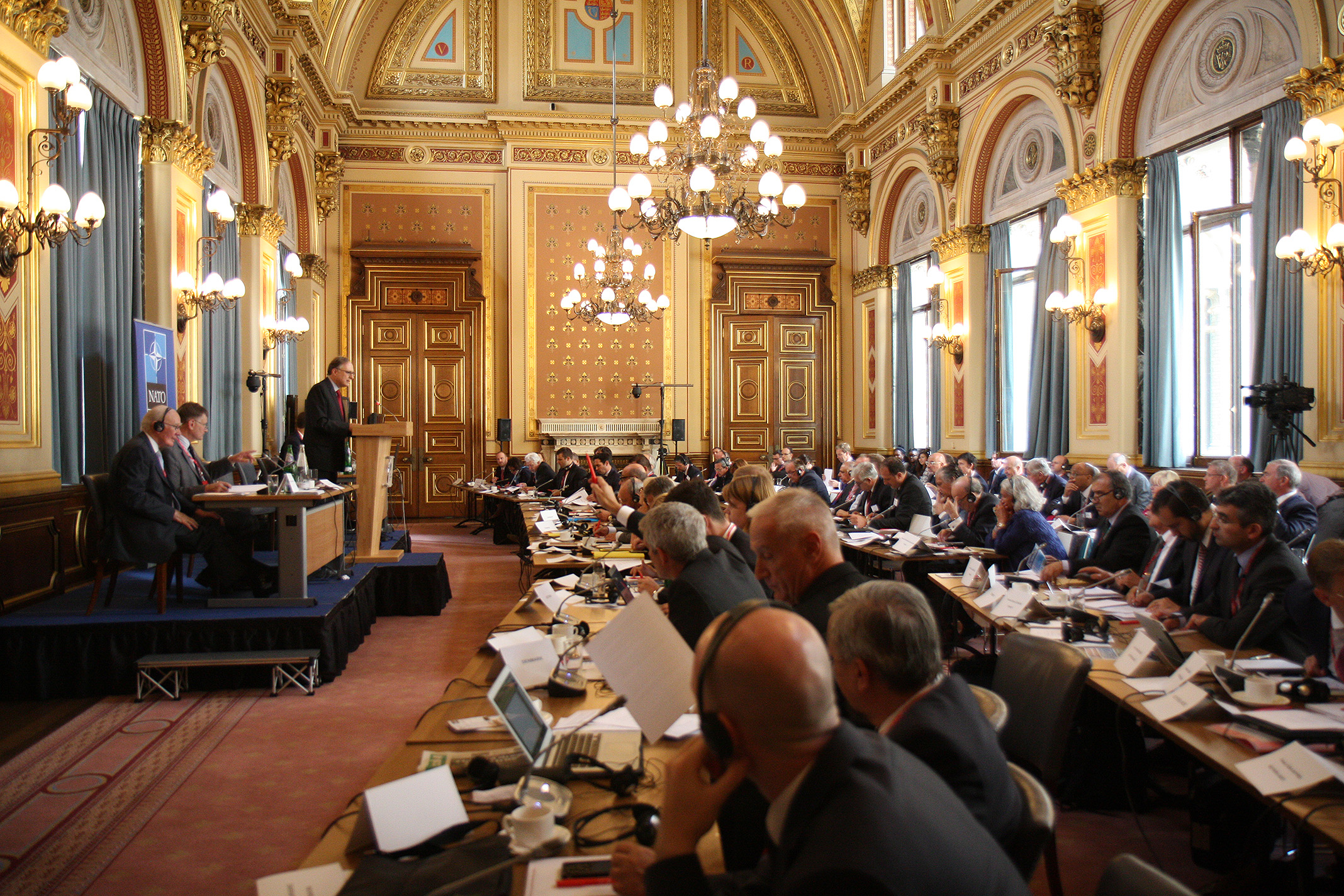
Adunarea Parlamentara NATO

- asigurarea libertății și securității membrilor săi prin mijloace politice și militare în conformitate cu Tratatul Nord-Atlantic și cu principiile Cartei ONU
- promovarea relațiilor de pace și prietenie în zona Nord-Atlantică
- prevenirea războaielor

Sarcinile fundamentale ale NATO
- securitatea
- consultarea
- descurajarea conflictelor
- apărarea
- managamentul situațiilor de criză

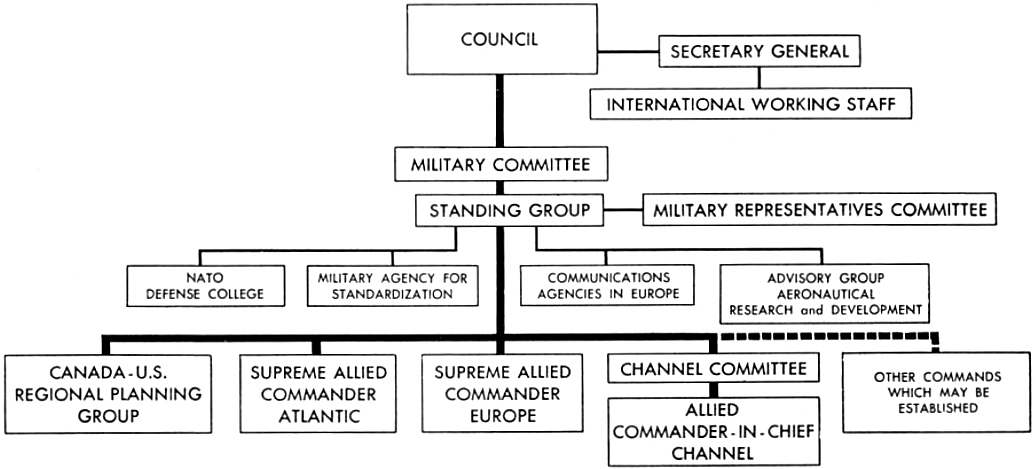
Structura NATO

- parteneriatul

Structura comandamentelor militare
- Consiliul Nord-Atlantic, condus de miniștri de externe civili ce reprezintă statele, fiind un organism de conducere suprem. Anual, aveau loc summituri NATO la care participau șefii de stat și șefii de guvern.
- Comandamentul Forțelor Aliate din Europa - (SHAPE), cu sediul la Paris
- Comandamentul Suprem al Forțelor Aliate din Europa - (SACEUR); cu cea mai înaltă poziție care a devenit Comandamentul de operații american după summitul din 2002
- Comandamentul Forțelor Aliate din Atlantic din Norfolk
- Comandamentul Suprem al Forțelor Aliate - (SACA); după 2002 a devenit Comandamentul de Transformare American
- Comandamentul Forțelor Aliate din Canalul Mânecii care a fost desființat
- Adunarea Atlanticului de Nord - parlament format din reprezentanții parlamentelor naționale, fiind un corp de dezbatere înainte de procedura de ratificare prin două faze: dezbaterea și ratificarea
- Secretarul General NATO - cea mai înaltă autoritate civilă, fiind un european

NATO a reprezentat legătură transatlantică prin intermediul căreia securitatea Americii de Nord este în permanentă conexiune cu securitatea Europei. NATO este o manifestare practică a efortului colectiv depus de membri pentru susținerea intereselor comune în problema securității. Statele își mențin suveranitatea și independența. Forța militară se bazează pe forța militară a statelor membre. 
Rezoluția Vandenberg permite președintelui SUA să intre într-o relație de securitate cu Europa pe timp de pace. Aceasta îi dă autoritate președintelui să încheie alianțe colective și de apărare, alianțe încheiate doar cu scop defensiv conform art. 51 din Carta ONU.

## State membre
Cei 32 membrii ai NATO sunt:
- Albania
- Belgia
- Bulgaria
- Canada
- Croația
- Cehia
- Danemarca
- Estonia
- Finlanda
- Franța
- Germania
- Grecia
- Ungaria
- Islanda
- Italia
- Letonia
- Lituania
- Luxemburg
- Muntenegru
- Țările de Jos
- Macedonia de Nord
- Norvegia
- Polonia
- Portugalia
- România
- Slovacia
- Slovenia
- Spania
- Suedia
- Turcia
- Regatul Unit
- Statele Unite

- State membre NATO
- Planul de Acțiune pentru Aderare
- Parteneri cu Oportunități Consolidate
- Plan Individual de Parteneriat
- Parteneriat pentru Pace
- Dialogul Mediteranean
- Inițiativa de Cooperare de la Istanbul
- Parteneri Globali

Grecia și Turcia s-au alăturat alianței în februarie 1952. Germania a aderat ca Germania de Vest în 1955, iar unificarea germană din 1990 a extins participarea Germaniei cu regiunile Germaniei de Est. Spania a fost admisă la 30 mai 1982, iar fostele țări semnatare ale Pactului de la Varșovia au aderat fie la 12 martie 1999 (Polonia, Ungaria și Cehia), fie în anul 2004 (România, Slovenia, Slovacia, Estonia, Letonia, Lituania și Bulgaria). La 1 aprilie 2009 au aderat la NATO Albania și Croația. La 5 iunie 2017 Muntenegru a aderat la NATO.
Franța s-a retras din comanda militară în 1966, dar a revenit în 2009. Islanda, singura țară membră NATO care nu are o forță militară proprie, s-a alăturat organizației cu condiția de a nu fi obligată să participe la război.
Grecia și-a retras trupele din structura alianței din anul 1974 până în anul 1980, din cauza unor tensiuni cu Turcia în 1974.
| Data              | Țara              | Expansiunea (Etapa) | Note |
| ----------------- | ----------------- | ------------------- | --- |
| 4 aprilie 1949    | Belgia            | Fondatori           | |
| 4 aprilie 1949    | Canada            | Fondatori           | [ 6 ] |
| 4 aprilie 1949    | Danemarca         | Fondatori           | |
| 4 aprilie 1949    | Statele Unite     | Fondatori           | |
| 4 aprilie 1949    | Franța            | Fondatori           | Franța s-a retras din Comitetul de Planificare Militară al NATO în 1966, în timpul mandatului lui Charles de Gaulle, și a revenit în 2009 în timpul președinției lui Nicolas Sarkozy.                                                                         |
| 4 aprilie 1949    | Islanda           | Fondatori           | Islanda este singura țară membră care nu deține forțe militare (apărarea este asigurată de Forțele de Apărare Islandeze, care sunt conduse de Statele Unite și își au baza la Keflavík); ea s-a aliat cu condiția de a nu participa la niciun conflict armat. |
| 4 aprilie 1949    | Italia            | Fondatori           | |
| 4 aprilie 1949    | Luxemburg         | Fondatori           | |
| 4 aprilie 1949    | Norvegia          | Fondatori           | |
| 4 aprilie 1949    | Țările de Jos     | Fondatori           | |
| 4 aprilie 1949    | Portugalia        | Fondatori           | |
| 4 aprilie 1949    | Regatul Unit      | Fondatori           | |
| 18 februarie 1952 | Grecia            | Prima               | Grecia și-a retras trupele din structurile NATO între 1974 și 1980 din cauza tensiunilor dintre Grecia și Turcia din 1974. |
| 18 februarie 1952 | Turcia            | Prima               | |
| 9 mai 1955        | Germania          | A doua              | Germania s-a numit Republica Federală Germania din 1955 și până la unificarea din 1990 cu Republica Democrată Germană. |
| 30 mai 1982       | Spania            | A treia             | La 12 martie 1986 a avut loc referendumul popular pentru aderarea la NATO. |
| 12 martie 1999    | Ungaria           | A patra             | |
| 12 martie 1999    | Polonia           | A patra             | |
| 12 martie 1999    | Cehia             | A patra             | |
| 29 martie 2004    | România           | A cincea            | |
| 29 martie 2004    | Slovacia          | A cincea            | |
| 29 martie 2004    | Slovenia          | A cincea            | |
| 29 martie 2004    | Estonia           | A cincea            | |
| 29 martie 2004    | Letonia           | A cincea            | |
| 29 martie 2004    | Lituania          | A cincea            | |
| 29 martie 2004    | Bulgaria          | A cincea            | |
| 1 aprilie 2009    | Croația           | A șasea             | |
| 1 aprilie 2009    | Albania           | A șasea             | |
| 5 iunie 2017      | Muntenegru        | A șaptea            | |
| 27 martie 2020    | Macedonia de Nord | A opta              | Macedonia de Nord a devenit cel de-al 30-lea stat membru al NATO. |
| 4 aprilie 2023    | Finlanda          | A noua              | Finlanda a devenit al 31-lea stat membru al NATO |
| 7 martie 2024     | Suedia            | A noua              | Suedia a devenit al 32-lea stat membru al NATO |

## Aderarea României la NATO
România a solicitat formal aderarea la NATO în 1993. Un an mai târziu, România a fost primul stat care răspunde invitației lansate de NATO de a participa la Parteneriatul pentru Pace, program destinat cooperării euro-atlantice în materie de securitate, cu rol major în procesul de includere a noi membri în NATO.
În aprilie 1999, NATO a lansat Planul de acțiune în vederea admiterii de noi membri (Membership Action Plan - MAP). În cadrul acestui mecanism, România și-a elaborat propriul Plan național anual de pregătire pentru aderare (PNA), care stabilește obiective, măsuri și termene de realizare în vederea orientării, susținerii și evaluării eforturilor făcute în pregătirea pentru aderarea la Alianță.
La Summitul NATO de la Praga (21-22 noiembrie 2002), pe baza evaluării progreselor înregistrate de statele candidate, șefii de state și de guverne ai țărilor membre ale NATO au decis invitarea României, alături de alte șase state – Bulgaria, Estonia, Letonia, Lituania, Slovacia, Slovenia, să înceapă convorbirile de aderare la Alianța Nord-Atlantică.
Ambasadorii statelor membre NATO au semnat Protocoalele de aderare la NATO pentru România și celelalte șase state invitate să adere, în cadrul unei ceremonii desfășurate la Bruxelles la 26 martie 2003. După semnarea Protocoalelor, pentru acomodarea cu modul de lucru al NATO, statele invitate au fost implicate treptat în activitățile Alianței, prin participarea, ca observatori, la lucrările majorității structurilor aliate.
La 29 martie 2004, România a devenit membru NATO.
La data de 17 iulie 2019 Mircea Geoană a fost numit secretar general adjunct al NATO.

### Consiliul de Cooperare Nord-Atlantic
Consiliul de Cooperare Nord-Atlantic supraveghează viitoarea dezvoltare a parteneriatului dintre NATO și Europa Centrală și de Est în urmă Declarației de Pace și Cooperare de la Roma din 1991. Întâlnirea inaugurală a avut loc pe 20 decembrie 1991 după desființarea URSS. 
Are ca rol de a facilita cooperarea în problemele de securitate între statele participante și de a supraveghea procesul de dezvoltare a unor legături strânse instituționale și neprotocolare între acestea. 
Implementarea s-a realizat pe baza unor planuri de lucru, inițial stabilite anual, însă începând din 1995, acestea au cuprins perioade de câte doi ani. 
Consiliul pentru Parteneriat Euro-Atlantic a dus procesul mai departe, fiind un plan de acțiune că baza a viitoarei sale strategii de lucru. 
În 1991, au participat statele membre NATO și nouă state post-sovietice din Europa Centrală și de Est. În martie 1992, cele 11 state aflate pe teritoriul fostei URSS, formează Comunitatea Statelor Independente. 
În 1992 apar Georgia și Albania (care în 2009 adera la NATO). Până în 1997, Consiliul de Cooperare Nord-Atlantic a fost înlocuit de Consiliul pentru Parteneriat Euro-Atlantic, iar numărul statelor partenere de cooperare s-a extins la 22. 
Au apărut probleme regionale care au luat amploare în Moldova sau Georgia, izbucnind violențe odată cu escaladarea tensiunilor, precum și în interstatele fostei Iugoslavii care puteau compromite realizarea unui nou mediu de securitate europeană. 
În 1992 este emisă Declarația de la Helsinki despre "Provocările Schimbării", fiind noi inițiative în crearea forumului Conferință pentru Securitate și Cooperare în Europa (CSCE) pentru securitate și cooperare și pentru activități de menținere a păcii, un sprijin necondiționat avându-l Consiliul Nord-Atlantic și Consiliul de Cooperare Nord-Atlantic.

## Summituri

### Consiliul NATO de la Bruxelles: 1994

Membrii Parteneriatului pentru Pace

În cadrul Consiliului NATO de la Bruxelles s-au luat trei decizii importante: Parteneriatul pentru Pace, Identitatea Europeană de Securitate și Apărare și Forțele Combinate Multinaționale Interarme(CJTF). 
Parteneriatul pentru Pace a lansat o nouă inițiativa majoră în sprijinul stabilității și securității europene. A lansat de asemenea un nou program cuprinzător de cooperare cu NATO, având o componentă fundamentală a securității în zona Euro-Atlantică. Fiecare partener își asumă activitățile pe baza programelor individuale de parteneriat. 
Identitatea Europeană de Securitate și Apărare a fost creată în interiorul NATO pentru a înfrunta probleme precum contribuția Europei la apărarea alianței și capacitatea acesteia de a rezolva crizele fără participarea propriu zisă a SUA. 
Forțele Combinate Multinaționale Interarme au fost create pentru a asigura transferul de capabilități separat de altă organizație, dar nu separabil, membrii acesteia fiind membrii NATO. Astfel, când pornea o situație de criză, Europa o putea rezolva în cazul în care americanii-NATO nu vor să participe. 
CJTF a devenit operațional la Berlin din 1996.

### Consiliul Nord-Atlantic de la Berlin: 1996
În iunie 1996, la Berlin, miniștrii de externe a statelor NATO s-au întrunit. 
Principalele teme dezbătute au fost :
Consolidarea unei Identități Europene de Securitate și Apărare în cadrul NATO: contribuție coerentă și eficientă la misiunile și activitățile Alianței și distribuirea egală a responsabilităților, necesitatea dezvoltării capacității Alianței de a-și asuma noi roluri și misiuni în domeniul prevenirii conflictelor și gestionării crizelor, intensificării eforturilor împotriva proliferării armelor de distrugere în masă și menținerii capacității de apărare colectivă, contribuția Alianței la securitatea și stabilitatea întregii zone euro-atlantice prin extinderea și intensificarea cooperării cu statele membre NATO.

### Conceptul Strategic NATO, Washington 1999

Membrii Common Security and Defence Policy

Membrii EAPC

Partenerii NATO

A fost al doilea după 1991, fiind desfășurat la Roma pentru a confirmă scopul esențial al Alianței de apărare colectivă a valorilor democrației, a drepturilor omului și a legiilor. 
A oferit instrucțiuni generale pentru dezvoltarea unor politici și planuri militare detaliate. A descris scopul și funcțiile alianței și a examinat Perspectivele Strategice. A stabilit abordarea problemei securității în secolul XXI de către Alianță. 
Are rol în multe elemente-cheie
- menținerea legăturii transatlantice
- menținerea capacităților militare eficiente
- Identitatea Europeană de Apărare și Securitate
- preîntâmpinarea conflictelor și crizei de management
- parteneriatul, cooperarea și dialogul
- extinderea și controlul armamentului, dezarmarea și neproliferarea

S-au oferit instrucțiuni pentru Forțele Alianței privind funcțiile fundamentale de securitate ale Alianței, descriind mediul strategic și evaluând pericolele și riscurile pentru securitate care puteau fi prevăzute și reafirmând că pericolul unui război general în Europa a dispărut. Însă există alte riscuri: 
- conflictele etnice
- încălcarea drepturilor omului
- instabilitatea politică
- precaritatea economică
- răspândirea armelor nucleare, biologice și chimice

Se pune accent pe dezvoltarea continuă a capacităților militare și pe combinația adecvată de forțe nucleare și convenționale cu baze în Europa, complet dotate în cazurile necesare cu un nivel minim de suficientă. Apare astfel conceptul strategic de operațiuni de gestiunea crizelor.

### Declarația de la Washington: 1999

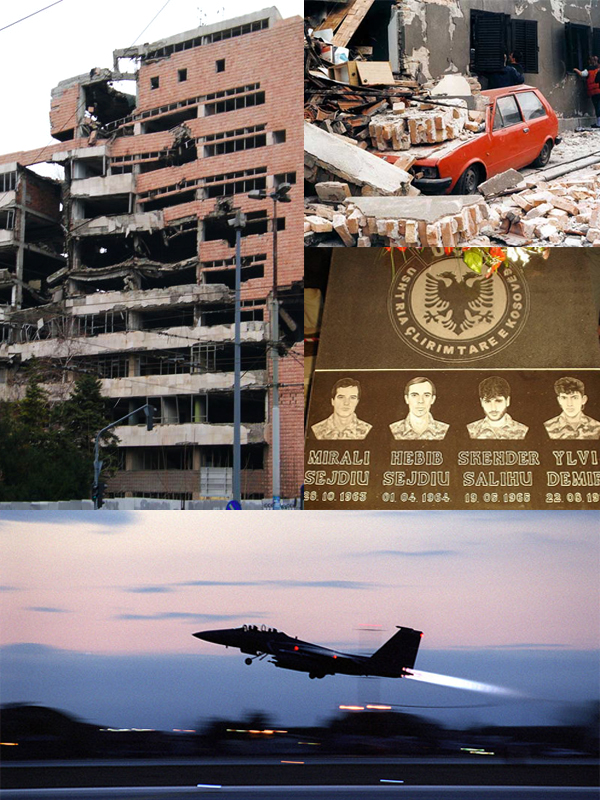
Războiul din Kosovo

În aprilie 1999, este prezentată Declarația de la Washington pe fondul apogeului conflictului din Kosovo, când statele NATO au efectuat o campanie aeriană pentru oprirea epurării etnice și a încălcării drepturilor omului de către guvernul Republicii Federative Iugoslavia. 
Conflictul a încetat la sfârșitul lunii iunie 1999 în urma retragerii forțelor Serbiei și desfășurarea forței din Kosovo conduse de NATO. Summitul de la Washington s-a axat pe criză în plină desfășurare din Kosovo și a abordat chestiuni referitoare la viitorul stabilității din Europa de Sud-Est. 
S-au luat decizii precum: 
- aprobarea și publicarea unui Concept Strategic revizuit al Alianței
- adoptarea unui Plan de Acțiune al membrilor
- adoptarea măsurilor de îmbunătățire a Programului pentru Pace
- noi inițiative care să adapteze capacitățile defensive ale țărilor membre

Evenimentele ulterioare din cadrul Alianței s-au axat pe consolidarea Identității Europene de Securitate și Apărare și pe dezvoltarea structurilor de cooperare între NATO și UE. Apărarea colectivă a rămas inima alianței. Se dorea construirea unui viitor mai bun, a unei comunități euroatlantice de democrații mai puternice unde libertățile fundamentale și drepturile omului să fie respectate, unde granițele să fie deschise omului, ideillor și comerțului, unde războiul să fie imposibil. 
Se dorea ca toate națiunile să rezolve orice dispută internațională pe cale pașnică. 
Lucrând împreună, Aliații și Partenerii, inclusiv Rusia și Ucraina, vor dezvolta cooperarea între aceștia și vor elimina divizarea impusă de Războiul Rece pentru a ajuta la formarea unei Europe libere și întregi, unde securitatea și prosperitatea sunt împărtășite și indivizibile.

### Comunicatul Summitului de la Washington: “O alianța pentru secolul XXI”

Organizații defensive

Între 23-25 aprilie 1999 a avut loc cel de-al XVI-lea summit din istoria NATO la Washington. Temele majore ale Summitului au fost pregătirea Alianței în vederea dificultăților și oportunităților secolului XXI și dirijarea dezvoltării militare și politice pe viitor. 
Se dorea : 
- Dezvoltarea Identității Europene de Securitate și Apărare, o continuare a eforturilor de transformare a acesteia într-o realitate.
- realizarea Inițiativei pentru Capacitățile de Apărare menită să ajute forțele militare ale Alianței să devină mai mobile, mai interoperabile, mai capabile să ajute și mai eficiente.
- micșorarea prăpastiei militare SUA-UE printr-un transfer de capabilități
- realizarea unui Plan de Acțiune pentru Membri-"manifestarea practică a Ușilor Deschise"
- pregătirea de aderare la NATO dusă la un plan superior pe cinci paliere: politică de economie, apărare, resurse, probleme de securitate, probleme juridice.
- inițiativa Alianței asupra Armelor de Distrugere în Masă pentru a preveni proliferarea sau deturnarea acestora prin mijloace diplomatice, Centrul MAD fiind în cadrul Statutului Major Internațional de la Sediul NATO
- Dialogul Mediteranean al NATO privind abordarea problemei securității, în spiritul ajutorului reciproc și începerea rapidă a implementării cooperării practice și politice
- Consiliul Parteneriatului Nord-Atlantic care să facă raportul "Către un Parteneriat pentru secolul XXI-Parteneriatul lărgit și mai operativ" și să aibă angajamentul față de parteneriatul cu Rusia prin Actul Fondator
- nevoia urgentă de încheiere a conflictului din Kosovo și restabilirea drepturilor populației

### Declarația cu privire la Kosovo, Washington, 1999

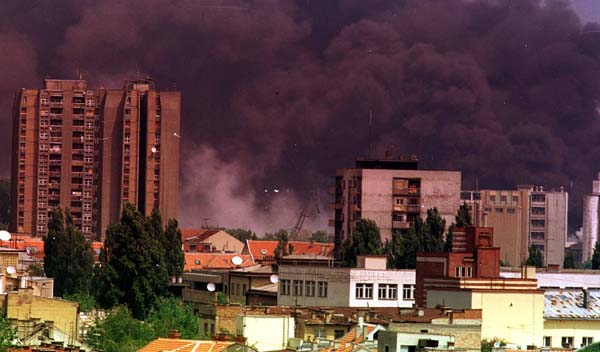
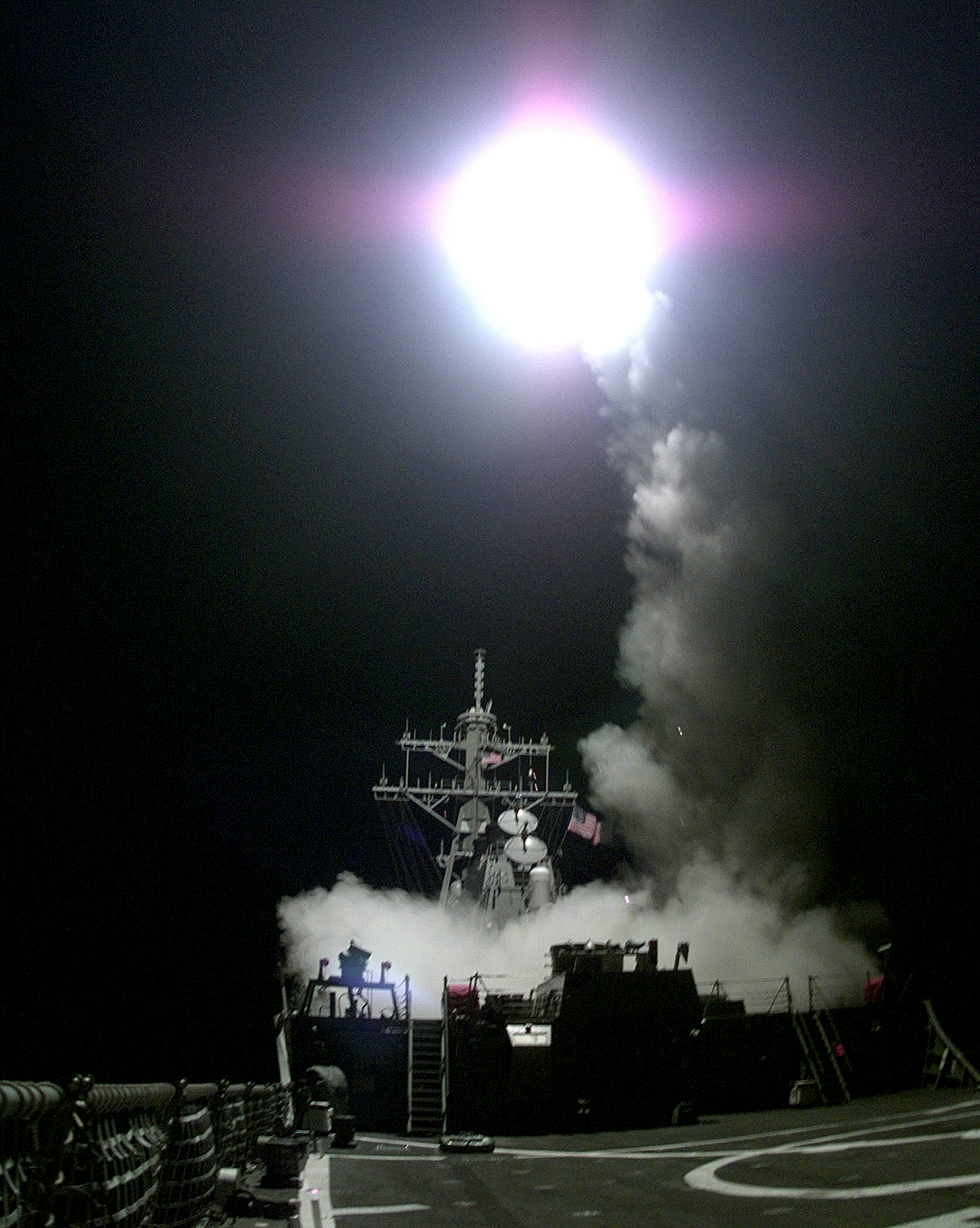
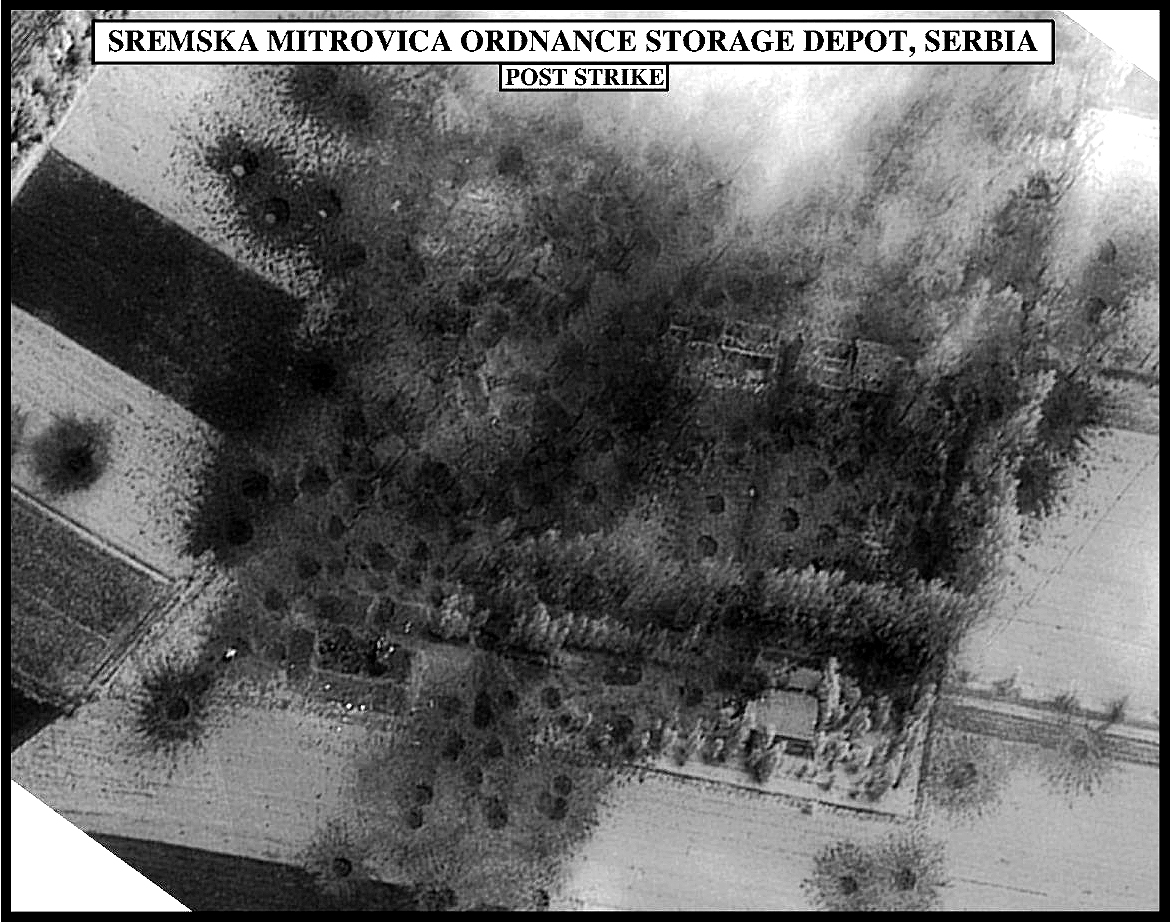
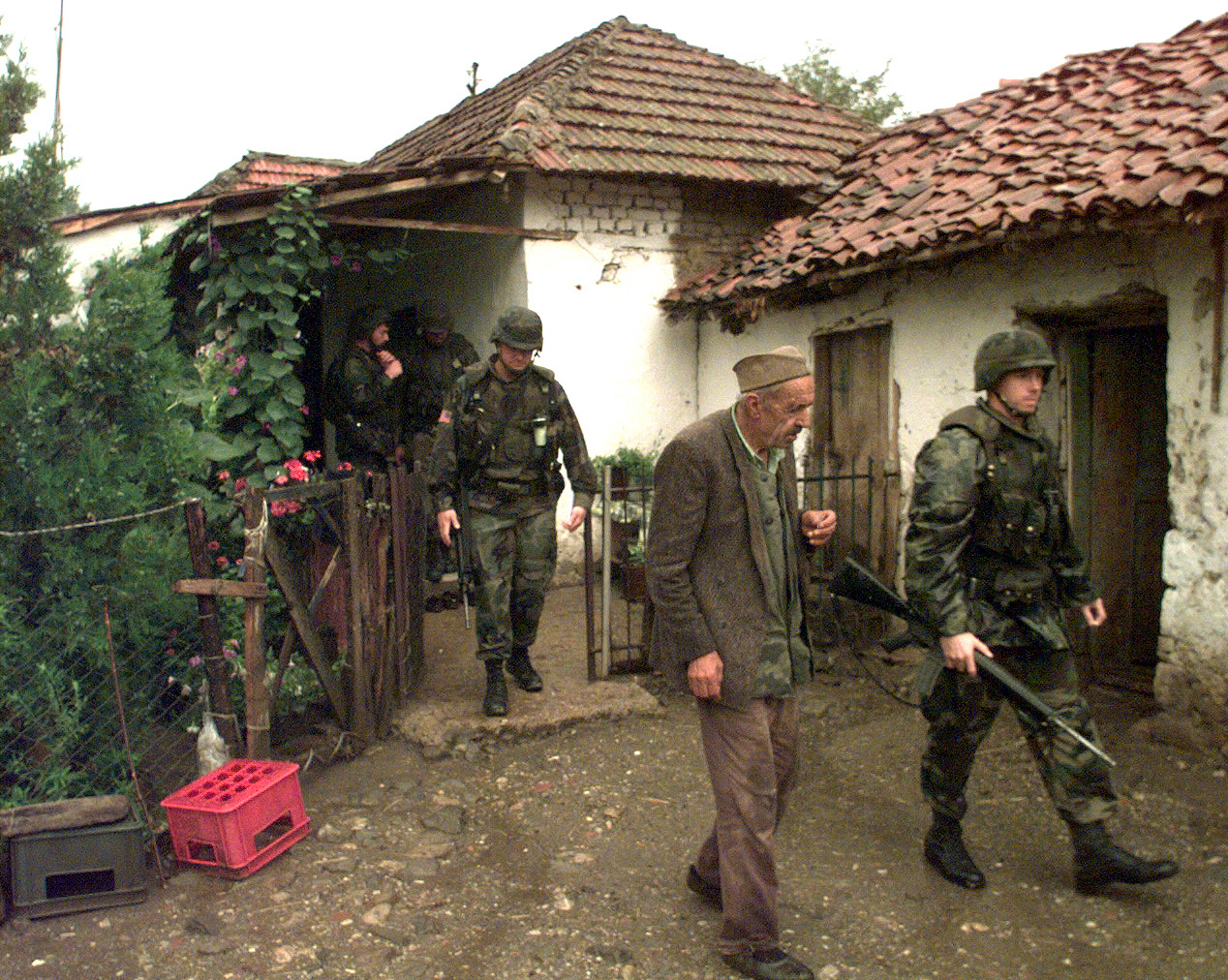
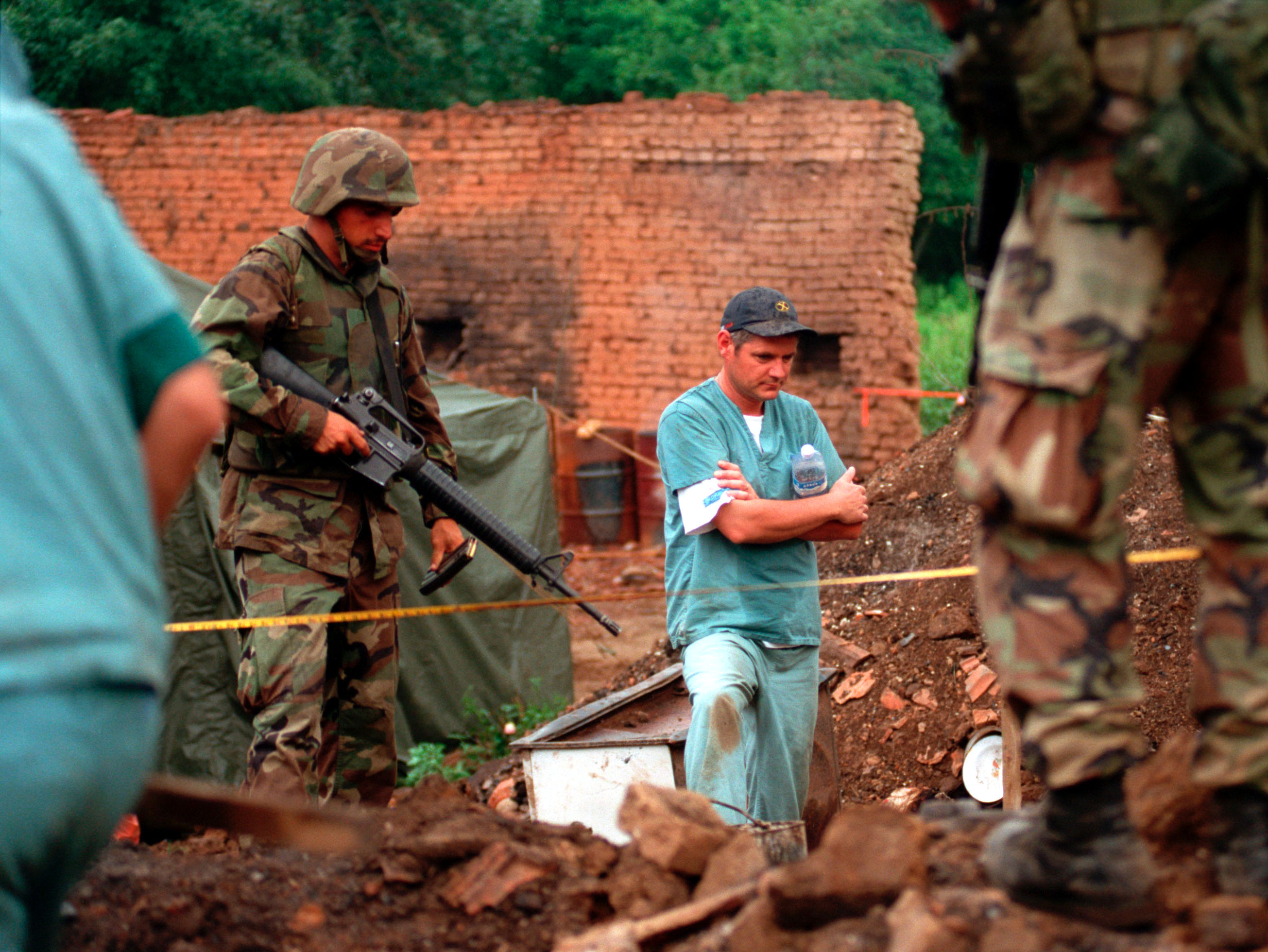
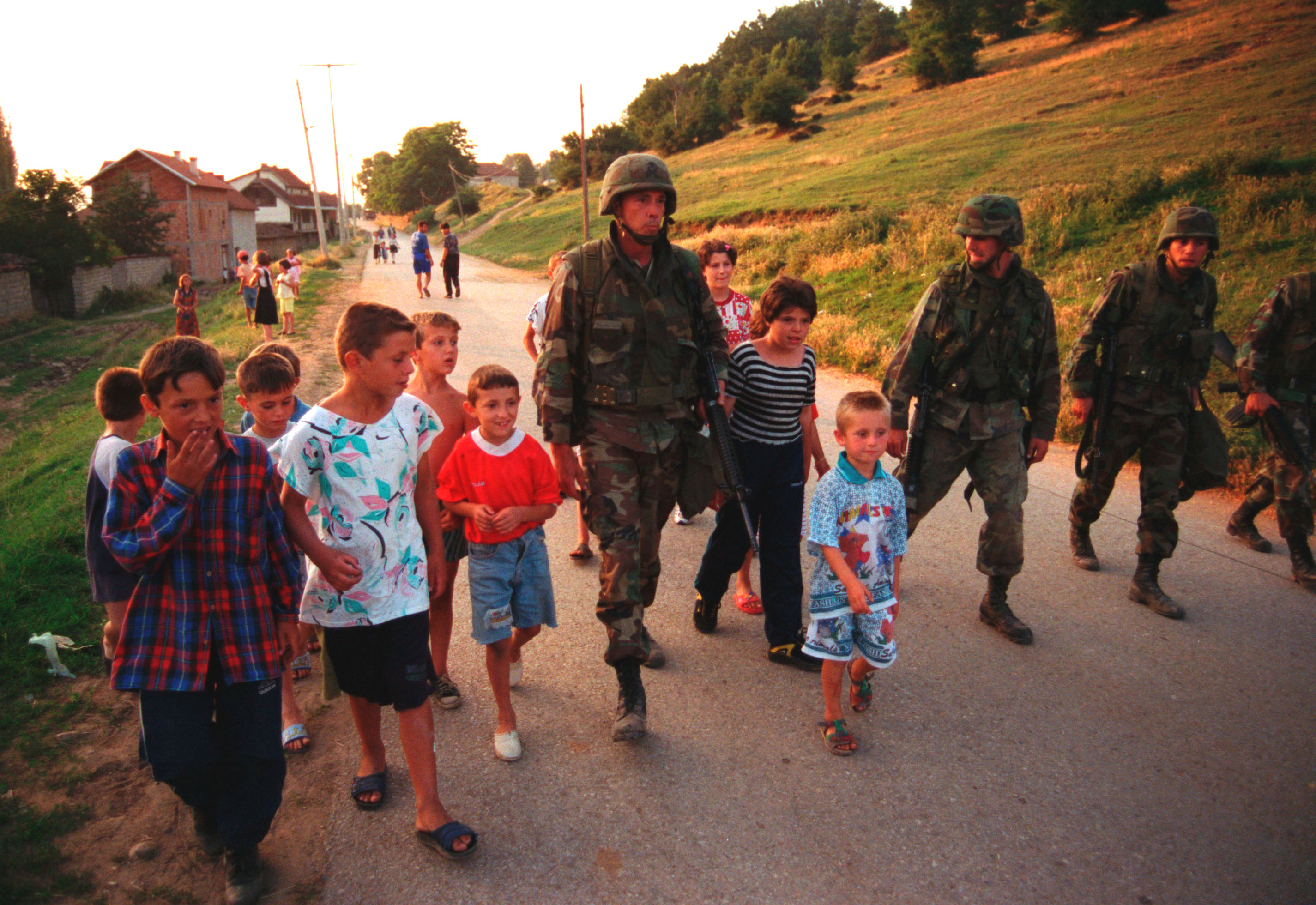

În aprilie 1999, obiectivele NATO au fost stabilite în declarația întrunirii extraordinare a Consiliului Nord-Atlantic și reconfirmate de șefii de stat și de guvern la Washington. 
Obiectivele și măsurile pentru îndeplinirea lor erau : 
- condiții necesare pentru încetarea suferințelor umane și a violențelor din Kosovo.
- încetarea acțiunilor militare
- retragerea din Kosovo a forțelor de poliție, militare și paramilitare
- staționarea în Kosovo a unei prezențe militare internaționale
- repatrierea în siguranță și necondiționată a tuturor refugiaților și persoanelor deportate și accestl nestingherit al organizației de ajutor umanitar în scopul asistării acestora
- stabilirea unui angajament prin cadrul politic pentru Kosovo pe baza acordurilor de la Rambouillet în conformitate cu legile internaționale și Cartei ONU

S-a emis rezoluția 1244 a Consiliului de Securitate prin care Kosovo trece sub protecția ONU până la obținerea independenței și scos de sub autoritatea Serbiei.

### Consiliul Nord-Atlantic de la Praga: 2002

NRF

Extinderea NATO în statele post-sovietice

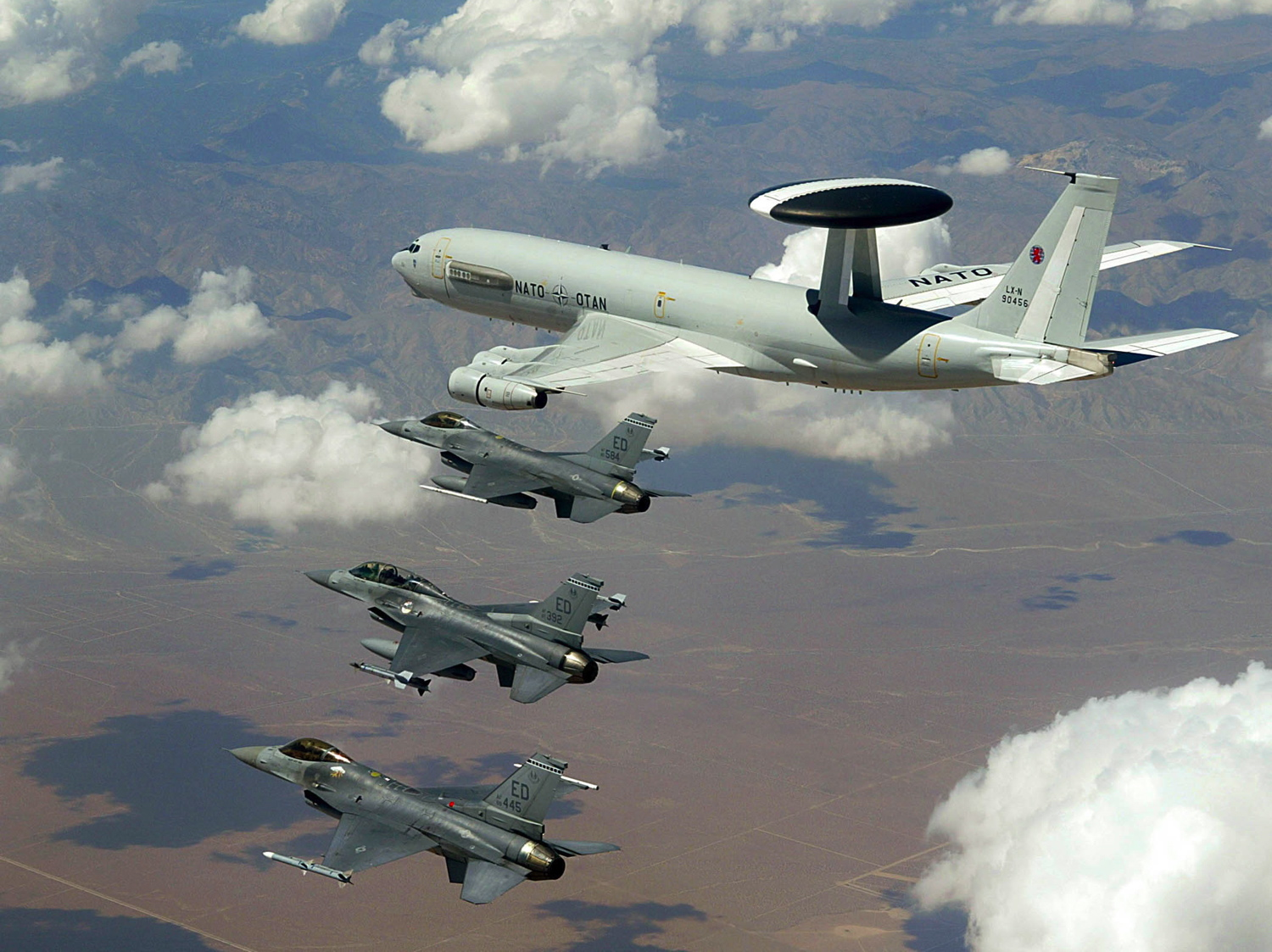
Vehicul aerian NATO

Pe 21 noiembrie 2002, la Palatul Congreselor de la Praga se desfășoară un Consiliu. Sunt invitate șapte state să adere: Estonia, Letonia, Lituania, Slovacia, Slovenia, România și Bulgaria. 
Obiectivul fundamental al alianței s-a schimbat fundamental. De la apărarea Europei occidentale de amenințarea sovietică s-a trecut la apărarea întregului continent european de terorismul internațional și rețelele criminale. 
Structura de comandă NATO a fost modificată pentru a asigura o structura de comandă mai suplă și eficientă care să fie ușor dislocată. A plasat toate responsabilitățile operaționale sub autoritatea Comandamentului Aliat pentru Operații. A clarificat confuzia generală de dublă subordonare existentă anterior: Comandamentul Suprem Aliat din Norfolk și din Virginia care a fost dezactivat precum și Comandamentul Aliat pentru Operații. 
A fost creată o Forță de Răspuns NATO, o forță avansată tehnologic, flexibilă, ușor de dislocat, interoperabilă și sustenabilă. 
Această include elemente terestre, maritime și aeriene, fiind pregătită să se deplaseze rapid oriunde în lume unde este nevoie. Este o forță permanentă față de celelalte forțe NATO anterioare. 
Prin Angajamentul Capabilităților de la Praga, statele membre și-au luat angajamentul să își îmbunătățească capabilitățile operaționale ale forțelor militare individuale și colective.
Alianța are acum capacitatea de a acționa pro-activ și nu reactiv cum o făcuse în Războiul Rece. Efectivul uman inactiv, inutil și costisitor a fost diminuat. S-a impus necesitatea adaptării continue a statelor membre pentru asigurarea rotației în cadrul Forței de Răspuns NATO-NRF, care va constitui un impuls pentru transformarea armatelor statelor membre NATO.

## Structura NATO
Cartierul General al NATO se află la Bruxelles, Belgia. Un nou sediu pentru Cartierul General este în construcție începând cu anul 2010, iar finalizarea lui a fost prevăzută în anul 2015.

### Consiliul NATO
Consiliul NATO sau Consiliul Atlanticului de Nord (CAN/NAC) este instanța superioară a Organizației Tratatului Atlanticului de Nord. Acesta se poate întruni la nivelul Reprezentanților Permanenți sau poate fi constituit din Miniștrii de Stat, ai Apărării ori din Primii-miniștri ai statelor membre. Consiliul are aceeași autoritate indiferent de nivelul de reprezentare al componenților și se întrunește de două ori pe săptămână, astfel: în fiecare marți pentru discuții informale, și în fiecare miercuri pentru ședințe ce vizează decizii.

### Adunarea Parlamentară a NATO
Adunarea Parlamentară a NATO (NATO Parliamentary Assembly, NATO PA / Assemblée parlementaire de l'OTAN, AP OTAN) a fost înființată în anul 1955 sub denumirea de North Atlantic Assembly (Adunarea Atlanticului de Nord) este un organism consultativ interparlamentar format din membri ai parlamentelor naționale ale statelor membre, numărul reprezentanților naționali fiind proporțional cu numărul populației statelor membre și reprezintă distribuția politică a parlamentelor naționale. Președintele în funcție al AP NATO este politicianul german Karl A. Lamers.

## Secretarii Generali ai NATO
| Nr. | Portret | Secretar General                          | Mandat                                | Funcția anterioară                                                      | Țara de origine |
| --- | ------- | ----------------------------------------- | ------------------------------------- | ----------------------------------------------------------------------- | --------------- |
| 1   |         | General Hastings Lionel Ismay (1887-1965) | 4 aprilie 1952 – 16 mai 1957          | Secretar de Stat pentru Relațiile cu Commonwealth-ul                    | Regatul Unit    |
| 2   |         | Paul-Henri Spaak (1899-1972)              | 16 mai 1957 – 21 aprilie 1961         | Prim-Ministru al Belgiei                                                | Belgia          |
| 3   |         | Dirk Stikker (1897-1979)                  | 21 aprilie 1961 – 1 august 1964       | Ministru al Afacerilor Externe                                          | Țările de Jos   |
| 4   |         | Manlio Brosio (1897-1980)                 | 1 august 1964 – 1 octombrie 1971      | Ambasador în Regatul Unit                                               | Italia          |
| 5   |         | Joseph Luns (1911-2002)                   | 1 octombrie 1971 – 25 iunie 1984      | Ministru al Afacerilor Externe                                          | Țările de Jos   |
| 6   |         | Peter Carrington (1919-2018)              | 25 iunie 1984 – 1 iulie 1988          | Secretar de Stat pentru Afaceri Externe și Relațiile cu Commonwealth-ul | Regatul Unit    |
| 7   |         | Manfred Wörner (1934-1994)                | 1 iulie 1988 – 13 august 1994         | Ministru al Apărării                                                    | RFG             |
| -   |         | Sergio Balanzino (1934-2018)              | 13 august 1994 – 17 octombrie 1994    | Secretar General Adjunct al NATO                                        | Italia          |
| 8   |         | Willy Claes (n. 1938)                     | 17 octombrie 1994 – 20 octombrie 1995 | Ministru al Afacerilor Externe                                          | Belgia          |
| -   |         | Sergio Balanzino (1934-2018)              | 20 octombrie 1995 – 5 decembrie 1995  | Secretar General Adjunct al NATO                                        | Italia          |
| 9   |         | Javier Solana (n. 1942)                   | 5 decembrie 1995 – 6 octombrie 1999   | Ministru al Afacerilor Externe                                          | Spania          |
| 10  |         | George Robertson (n. 1946)                | 14 octombrie 1999 – 17 decembrie 2003 | Secretar de stat pentru apărare                                         | Regatul Unit    |
| -   |         | Alessandro Minuto-Rizzo (n. 1940)         | 17 decembrie 2003 - 1 ianuarie 2004   | Secretar General Adjunct al NATO                                        | Italia          |
| 11  |         | Jaap de Hoop Scheffer (n. 1948)           | 1 ianuarie 2004 – 1 august 2009       | Ministru al Afacerilor Externe                                          | Țările de Jos   |
| 12  |         | Anders Fogh Rasmussen (n. 1953)           | 1 august 2009 - 1 octombrie 2014      | Prim-Ministru al Danemarcei                                             | Danemarca       |
| 13  |         | Jens Stoltenberg (n. 1959)                | 1 octombrie 2014 - 30 septembrie 2024 | Prim-Ministru al Norvegiei                                              | Norvegia        |
| 14  |         | Mark Rutte (n. 1967)                      | 1 octombrie 2024 - prezent            | Prim-Ministru al Țărilor de Jos                                         | Țările de Jos   |

| #  | Nume                     | Țară          | Durată    |
| -- | ------------------------ | ------------- | --------- |
| 1  | Jonkheer van Vredenburch | Țările de Jos | 1952–1956 |
| 2  | Baron Adolph Bentinck    | Țările de Jos | 1956–1958 |
| 3  | Alberico Casardi         | Italia        | 1958–1962 |
| 4  | Guido Colonna di Paliano | Italia        | 1962–1964 |
| 5  | James A. Roberts         | Canada        | 1964–1968 |
| 6  | Osman Olcay              | Turcia        | 1969–1971 |
| 7  | Paolo Pansa Cedronio     | Italia        | 1971–1978 |
| 8  | Rinaldo Petrignani       | Italia        | 1978–1981 |
| 9  | Eric da Rin              | Italia        | 1981–1985 |
| 10 | Marcello Guidi           | Italia        | 1985–1989 |
| 11 | Amedeo de Franchis       | Italia        | 1989–1994 |
| 12 | Sergio Balanzino         | Italia        | 1994–2001 |
| 13 | Alessandro Minuto Rizzo  | Italia        | 2001–2007 |
| 14 | Claudio Bisogniero       | Italia        | 2007–2012 |
| 15 | Alexander Vershbow       | Statele Unite | 2012–2016 |
| 16 | Rose Gottemoeller        | Statele Unite | 2016-2019 |
| 17 | Mircea Geoană            | România       | 2019-2024 |
| 18 | Boris Ruge               | Germania      | 2024-     |

## Parteneriatul pentru Pace (PfP)
În 1994 are loc întâlnirea la nivel înalt a Consiliului Nord-Atlantic la Bruxelles. Are că scop întărirea stabilității și securității în Europa. Invitația este lansată tuturor statelor participante la Consiliul de Cooperare Nord-Atlantic-NACC și altor state prezente la Conferință pentru Securitate și Cooperare în Europa. 
Sunt elaborate programe individuale de parteneriat prin care fiecare partener își asumă activitățile elaborate în comun. 
Toți membrii PfP sunt membrii ai Consiliului Parteneriatului Euro-Atlantic și asigura cadrul general al cooperării NATO și statele partenere. 
Programul cuprinde cooperarea în probleme de apărare, creșterea stabilității, diminuarea amenințărilor la adresa păcii și relații de securitate de cooperare practică și angajamentul față de principiile democratice. 
Documentul cadru al PfP a fost emis de șefii de stat și de guvern odată cu Documentul Invitație, incluzând sarcini specifice pentru fiecare participant și presupunând participarea activă la PfP. Orice țară care dorea să se alăture PfP trebuia să semneze Documentul Cadru. 
Obiectivele erau: 
- transperenta privind activitățile militare și intensificarea consultării și cooperării
- menținerea capacității și disponibilității de a contribui la operațiunile întreprinse sub autoritatea ONU sau responsabilitatea OSCE
- Relații militare cooperante cu NATO.

Documentul de Prezentare a fost trimis de parteneri la NATO. Indică etapele pe care le va urmă pentru a îndeplini obiectivele, resursele militare pe care le are la dispoziție în scopurile parteneriatului și domeniile specifice de cooperare pe care dorește să le urmeze alături de NATO 
Programul Individului de Parteneriat a fost elaborat în comun pe baza declarațiilor făcute în Documentul de Prezentare și a propunerilor suplimentare din partea NATO și a fiecărei țări partenere. 
Celulă de Coordonare a Parteneriatului este o structura PfP unică, având sediu la Mons unde se află și SHAPE și având că sarcina coordonarea și planificarea activităților militare reunite în cadrul PfP. 
Procesul de Analiză și Planificare a Parteneriatului a fost creat pentru intensificarea legăturilor dintre NATO și statele partenere și a introdus o gama largă de propuneri și activități militare și participarea la cursurile Colegiului de Apărare al NATO de la Roma, Școli NATO-Shape și Oberammergau. 
Țările PfP sunt invitate să desemneze candidați pentru posturile din cadrul structurilor. 
În cadrul Summitului de la Washington de la 1999: 
- sunt stabilite planuri pentru un Parteneriat extins și operativ care să ofere instrumente pentru sprijinirea rolului Alianței în menținerea securității euro-atlantice
- crește rolul partenerilor în planificare și procesul de decizie
- stabilește gestionarea crizelor
- parteneriatul contribuie la eficientă altor două inițiative

Inițiativa Capacităților de Apărare cuprinde: 
- planul de acțiune pentru aderare
- Sunt clasificate după gradul de implicare:
- națiuni cu potențial contribuabile
- națiuni recunoscute că fiind potențial contribuabile
- națiuni contribuabile
- Întărește rolul Parteneriatului că element permanent de consolidare a securității. A marcat o nouă etapă în dezvoltarea Parteneriatului și a EAPC având că potențial gestionarea crizelor și prevenirea conflictelor.

Rolul PfP: 
- contribuții aduse la operațiunile militare
- prevenirea conflictelor și în gestionarea crizelor

Și-a folosit mecanismele în Kosovo, Albania și în Macedonia. 
Inițiativa NATO pentru Europa de S-E a fost creată pentru dezvoltarea cooperării regionale din Europa de S-E și aplică metodă practică. 
Cooperarea între aliați și parteneri are două principii: 
- oportunitățile pentru consultanță politică și cooperare practică sunt oferite tuturor aliaților și partenerilor în mod egal
- mecanismele pentru auto-diferențiere-partenerii au posibilitatea de a decide individual nivelul și domeniile de cooperare cu Alianța, ducând activități axate pe probleme economice, de apărare, științifice, de protejare a mediului, de cooperare pentru menținerea păcii.

Activitatea EAPC se bazează pe un plan de acțiune pe 2 ani, se axeaxa pe consultări și cooperare în problemele legate de securitate și politică, jucând un rol important că for consultativ în cadrul războiului din Kosovo și susținând seminarii în Georgia, Lituania, Slovacia, Bulgaria și Uzbekistan. 
Centrul Euro-Atlantic de Coordonare a Măsurilor împotriva Dezastrelor a fost creat în 1998 destinat crizei refugiaților din Kosovo și ajutorului umanitar în Ucraina. 

### Consiliul Parteneriatului Euro-Atlantic
La Sintra, în 1997, NACC este urmat de EAPC. Se reunește într-un forum care asigura consultări și cooperări regulate, având 19 aliați și 27 de parteneri. Se întrunește periodic la nivel de ambasadori și miniștri de externe și ai apărării. Șefii de Stat și de Guvern ai celor 46 de țări se pot întâlni de asemenea. 
Obiectivul este lansarea unei noi etape de cooperare. 
Principiile sunt cuprinse în documentul fundamental al EAPC: 
- trecerea colaborării comune, politice și militare, la un nou nivel calitativ.
- pacea și stabilitatea în zona Euro-Atlantică.
- valorile → documentul-cadru al Parteneriatului pentru Pace (PfP)
- cadrul general pentru consultări legate de securitate și politică și pentru o mai largă cooperare sub tutela Parteneriatului pentru Pace
- Două principii de importantă majoră
- oportunitățile pentru consultanță politică și cooperare practică sunt oferite în mod egal tuturor aliaților și partenerilor;
- mecanisme pentru auto-diferențiere: Partenerii au posibilitatea de a decide, în mod individual, nivelul și domeniile de cooperare cu Alianța.

Pot duce activități de cooperare, activități axate pe probleme economice de apărare. PfP este element clar identificabil de colaborare practică în domenii militare și de apărare, în cadrul flexibil al EAPC. 
În 1997, EAPC a aprobat un Plan de acțiune care prevedea: 
- parteneriat comun mai puternic și mai operativ.
- importantă și profunzime cooperării și consultărilor + transparență
- Centru Euro-Atlantic de coordonare pentru riposta în caz de dezastre și a unei Unități Euro-Atlantice pentru riposta în caz de dezastre.

Activitățile EAPC au fost cuprinse într-un plan de acțiune pe doi ani: 
- chestiuni regionale
- controlul armamentului
- terorismul internațional
- menținerea păcii
- apărarea economică
- planificarea de urgență civilă
- subiecte științifice
- subiecte de mediu.

În Summitul EAPC de la Washington (1999) s-au dezbătut: 
- pericole-cheie pentru securitate din zona EAPC și în special asupra situației din Kosovo
- două documente referitoare la dezvoltarea viitoare a PfP: "Cadrul politico-militar al operațiunilor PfP aflate sub conducerea NATO" - recomandă implicarea țărilor partenere în consultări politice, luarea de decizii, planificarea operațională și de comandă pentru viitoare operațiuni sub conducerea NATO la care vor lua parte.

"Către un Parteneriat pentru secolul XXI – Parteneriatul Extins și mai Operativ", EAPC a jucat un rol important că forum consultativ pentru criză din Kosovo. 
O realizare importantă a EAPC a constituit-o înființarea Centrului Euro-Atlantic de Coordonare a Măsurilor împotriva Dezastrelor (EADRCC) care : 
- sprijină înaltul Comisar al Națiunilor Unite pentru Refugiați
- asistență umanitară coordonată a NATO și a țărilor Partenere
- susținerea de seminarii pe tema cooperării practice în problema securității regionale

## Actul fondator și relațiile NATO-Rusia
Din 1991 se inițiază cooperare în cadrul Consiliului de Cooperare Nord-Atlantică. În 1994, Rusia s-a alăturat programului Parteneriatului pentru Pace și a fost de acord să continue "lărgirea și îmbunătățirea dialogului și cooperării" cu NATO și în afară PfP. Au loc întruniri între țările membre NATO și Rusia → schimburi de informații și consultări într-o gama largă de chestiuni de interes comun, cum ar fi menținerea păcii, securitatea ecologică, știință. 
În 1995, are loc participarea Rusiei la implementarea Acordului de pace pentru Bosnia-Herțegovina. Trupe rusești puteau colabora cu IFOR și SFOR: NATO și Rusia pot colabora efectiv la construirea securității în Europa.
Pe 27 mai 1997 este încheiat Actul fondator NATO - Rusia prin care erau asigurate relații mutual de cooperare și securitate și se creează un nou forum pentru continuarea dezvoltării: Consiliul permanent reunit NATO-Rusia (PJC). PJC a fost principala instanța pentru consultări NATO-Rusia. Obiectivul era construirea de nivele superioare de încredere prin asigurarea unui mecanism pentru consultări sincere și regulate, progrese încurajatoare în intensificarea consultărilor și cooperării, dar umbrite de apariția crizei din Kosovo. 
Aceste evenimente au culminat cu suspendarea de către Rusia a cooperării din cadrul PJC la 24 martie 1999, că rezultat al campaniei aeriene desfășurate de NATO pentru a pune capăt conflictului din Kosovo.După terminarea campaniei din Kosovo Rusia s-a întors la PJC,Rusia contribuie cu trupe la Forțele din Kosovo de sub comandă NATO (KFOR). Vizită la Moscova a Secretarului General al NATO, Lord Robertson, din februarie 2000 face posibilă depășirea problemei referitoare la Kosovo. NATO și Rusia sunt din nou angajate activ în implementarea obiectivelor Actului fondator prin deschiderea unui Birou de Informații NATO la Moscova. 
Actul fondator NATO-Rusia este încheiat pe 10 decembrie 1996 că urmare a solicitării a Miniștrilor de Externe ai NATO după 4 luni de negocieri. 
Actul fondator asupra relațiilor mutuale, cooperării și securității între NATO și Federația Rusă a fost semnat la Paris la 27 mai 1997, un angajament de durata cu scopul obținerii unei păci cuprinzătoare și durabile în zona Euro-Atlantică pentru stabilirea unei relații mai strânse. 
Preambulul documentului stabilește contextul politic și istoric al relațiilor NATO - Rusia. Cele patru secțiuni ale documentului descriu principiile și mecanismele: 
- Secțiunea I → principiile călăuzitoare
- Secțiunea II → crearea PJC
- Secțiunea III → domeniile pentru consultări și cooperare.
- Secțiunea IV → chestiuni politico-militare, inclusiv reiterarea angajamentului politic al statelor membre NATO, prin care acestea nu au "nici o intenție, nici un plan și nici un motiv" de-a amplasa arme nucleare pe teritoriul noilor membri ai Alianței

Pe scurt, Actul fondator reprezintă un angajament reciproc de întrajutorare pentru menținerea unui continent stabil, al păcii și nedivizat, pe baza parteneriatului și interesului mutual , fiind o înțelegere politică, nu tratat. 
Consiliul permanent reunit NATO-Rusia (PJC) a fost prima dată la 18 iulie 1997, fiind centrul eforturilor de constituire a încrederii, depășire a peceptiilor eronate și dezvoltare a unui tipar pentru cooperare și consultări regulate.PJC se întrunește lunar la nivel de ambasadori și reprezentanți militari, de două ori pe an, la nivel de miniștri ai afacerilor externe și ai apărării, precum și la nivel de șefi de Stat Major sau șefi ai apărării.Acest consiliu se poate întruni și la nivel de șefi de Stat și de Guvern.La 18 martie 1998, Federația Rusă trimite Reprezentant militar superior că făcând parte din Misiune, în scopul facilitării cooperării militare și de apărare.NATO și Rusia au folosit întregul mecanism PJC pentru consultări asupra crizei din Kosovo. 

## Conceptul de forțe multinaționale interarme (CJTF – Combined Joint Task Forces)
CJTF este o forță operativă, multifuncțională (interarme) și multinațională (combinată), organizată pe sarcini specifice și alcătuită în vederea acoperirii întregului spectru de misiuni militare ale Alianței, care necesită comandă și control multifuncționale și multinaționale din partea unui Cartier General CJTF. Ea poate include elemente aparținând națiunilor nemembre NATO care contribuie cu trupe. Conceptul CJTF a fost lansat la sfârșitul anului 1993 și a fost aprobat la Summitul de la Bruxelles, din ianuarie 1994. 
- viitoarea dezvoltare a conceptului să reflecte disponibilitatea lor de a pune la dispoziție activele NATO, pe baza hotărârilor de la caz la caz ale Consiliului Nord-Atlantic, pentru desfășurarea operațiunilor conduse de UEO sprijinind constituirea Identității europene de securitate și apărare.
- au legat dezvoltarea conceptului CJTF de cooperarea practică politico-militară, în contextul Parteneriatului pentru Pace (PfP).

Necesitatea care a dus la crearea acestui concept s-a conturat în noul context de securitate din Europa 
- viitoarele măsuri în materie de securitate să implice formațiuni militare multifuncționale, multinaționale și ușor de desfășurat

Acestea includeau ajutoare umanitare, menținerea și consolidarea păcii, apărarea colectivă, adaptabile tuturor circumstanțelor, ușor de mobilizat și rapid activate în centrul conceptului CJTF → măsurile privind comanda și controlul, rolul cartierelor generale CJTF fiind de o importanță crucială
CJTF a fost deja testat de mai multe ori in:
exercițiul "Allied Effort" din noiembrie 1997
exercițiul "Strong Resolve" din martie 1998, în cadrul căruia țările partenere participante au fost integrate în structura CJTF. 
Scopul acestor exerciții a fost validarea conceptului de Cartier general al CJTF, aflat în plin proces de consolidare.
Pe baza acestor exerciții și a altor analize relevante, Alianța a declanșat, în 1999, implementarea completă a conceptului CJTF planificat să se încheie la sfârșitul anului 2004.

## Acțiuni militare și prezența NATO în alte state

### Prezența NATO în Bosnia-Herțegovina (SFOR)
Baza politică a fost decisă la Sesiunea Ministerială a Consiliului Nord-Atlantic, Oslo, iunie 1992. Miniștrii de Externe, Consilii Nord-Atlantice s-au intrunit la Oslo pentru ca NATO să susțină acțiuni menținere a păcii Conferinței pentru Securitate și Cooperare în Europa (CSCE / OSCE). S-au intrunit apoi la Bruxelles ca NATO să susțină acțiuni de menținere a păcii sub autoritatea Consiliului de Securitate al Națiunilor Unite. 
În anii 1992-1995 NATO adoptă mai multe decizii, practic operațiuni:
- Forțele navale NATO + UEO – monitorizare + impunere embargou + sancțiuni stabilite de UN în Marea Adriatică
- Forțele aeriene NATO – monitorizare + impunerea zonei de interdicție aeriană stabilită de UN deasupra Bosniei-Herțegovina;
- NATO acordă sprijin direct forțelor UN (FORPRONU) + autorizează declanșarea loviturilor aeriene pentru a sparge asediul orașului Sarajevo și al zonelor de securitate
- NATO stabilește Planuri de circumstanță pentru sprijinirea activităților UN: Respectarea zonei de interdicție aeriană, Crearea zone de ajutor + zone de siguranță pentru populația civilă din B-H si Modalități de prevenire a extinderii conflictului în Kosovo și Macedonia

În 1992 au loc Operațiuni de supraveghere maritime (embargou) și aviatice (zona de interdicție) și operațiuni de respectare a sancțiunilor și a embargoului – eventuale încălcări și posibilitatea de a opri, inspecta sau întoarce navele din drum.
In 1993 este emisă Rezoluția 816 care autorizează impunerea respectării zonei de interdicție aeriană deasupra B-H și extinde interdicția asupra tuturor zborurilor efectuate de avioane și elicoptere în acest spațiu.
Se desfășoară sesiunea comună cu Consiliul Nord-Atlantic și Consiliul UEO care aprobă un concept combinat de operațiuni NATO/UEO care să asigure respectarea embargoului asupra armelor în Marea Adriatică impus de UN. Ca rezultat: Sharp Guard – desfășurarea unui dispozitiv unic de comandă și control sub autoritatea Consiliilor.
Pentru controlul Forței multinaționale sub egida NATO și UEO a fost delegat Comandantul Suprem al Forțelor Aliate din Europa (SACEUR) → Comandantului Forțelor Navale Aliate pentru Europa de Sud (COMNAVSOUTH). Operațiunea a fost suspendată odată cu ridicarea embargoului UN asupra armelor.
Rezoluția 836 prevede protecția generală a zonelor de securitate și măsuri dure împotriva vinovaților: atacuri aeriene (dacă Sarajevo nu era eliberat și nu se permitea acordarea de asistență umanitară în regiune).
Consiliul Nord-Atlantic are opțiuni operaționale pentru atacurile aeriene în Bosnia-Herțegovina (identificare ținte)
In 1994, Consiliul Nord-Atlantic autorizează Comandantul Forțelor Aliate din Europa de Sud (CINCSOUTH) să lanseze atacuri aeriane asupra Sarajevo. Toate armele grele din zona de interdicție (20 km în jurul Sarajevo) să fie retrase sau să fie trecute sub control FORPRONU în 10 zile.4 avioane de luptă care încalcă zona de interdicție aeriană sunt doborâte de avioanele NATO fiind prima intervenție militară a NATO. Ajutoarele umanitare și echipele medicale pot să intre în oraș (sârbii bosniaci se retrag 3 km). La cererea FORPRONU, NATO atacă un obiectiv în interiorul zonei de interdicție de la Sarajevo; urmează alte atacuri aeriene.
In 1995 ONU cer ajutor NATO pentru protecția Căștilor Albastre: sârbii bosniaci înaintează spre Srebrenița și cuceresc orașul. Sunt elaborate planuri de descurajare a sârbilor bosniaci (Consiliul Nord-Atlantic). Atacurile aeriene NATO se extind în Croația si Bosnia (ajutați de Forțele ONU). Operațiunile sunt decise în comun de Comandantul Șef al Forțelor Aliate din Europa de Sud (CINCSOUTH) și Comandantul Forțelor de Pace ale Națiunilor Unite (Rezoluția 836) ce duc la suspendarea atacurilor.
Are loc Interceptarea unui avion al NATO de către sârbii bosniaci, iar avioanele NATO lansează 3 rachete asupra 2 stații radar si asupra unui buncăr de comandă și control al armatei sârbe din Bosnia. 
Are loc Acordul pentru Pace privind Bosnia de la Dayton-Ohio, semnat în SUA de: Bosnia-Herțegovina, Croația, Republica Federală Iugoslavia (Serbia, Muntenegru). Are apoi loc Acordul pentru Pace privind Bosnia de la Paris prin care NATO pune capăt operațiunilor de impunere a restricțiilor (zboruri)
Consiliul Nord-Atlantic emite Rezoluția 1031 care prevede transferul responsabilităților operațiunilor de la ONU la NATO și conferă NATO misiunea de apune în aplicare aspectele militare ale Acordului pentru Pace, Operațiunea Joint Endeavor: sprijin aerian direct forțelor de menținere a păcii ale UN, Controlul spațiului aerian al Bosniei-Herțegovina și asigurarea sprijinului aerian direct pentru misiunea UNTAES, asigurate în continuare de Forțele de Stabilizare (SFOR) care au înlocuit IFOR (după decembrie 1996) Sprijinul aerian direct a încetat odată cu încheierea mandatului UNTAES.

### Operațiuni din Golful Aden

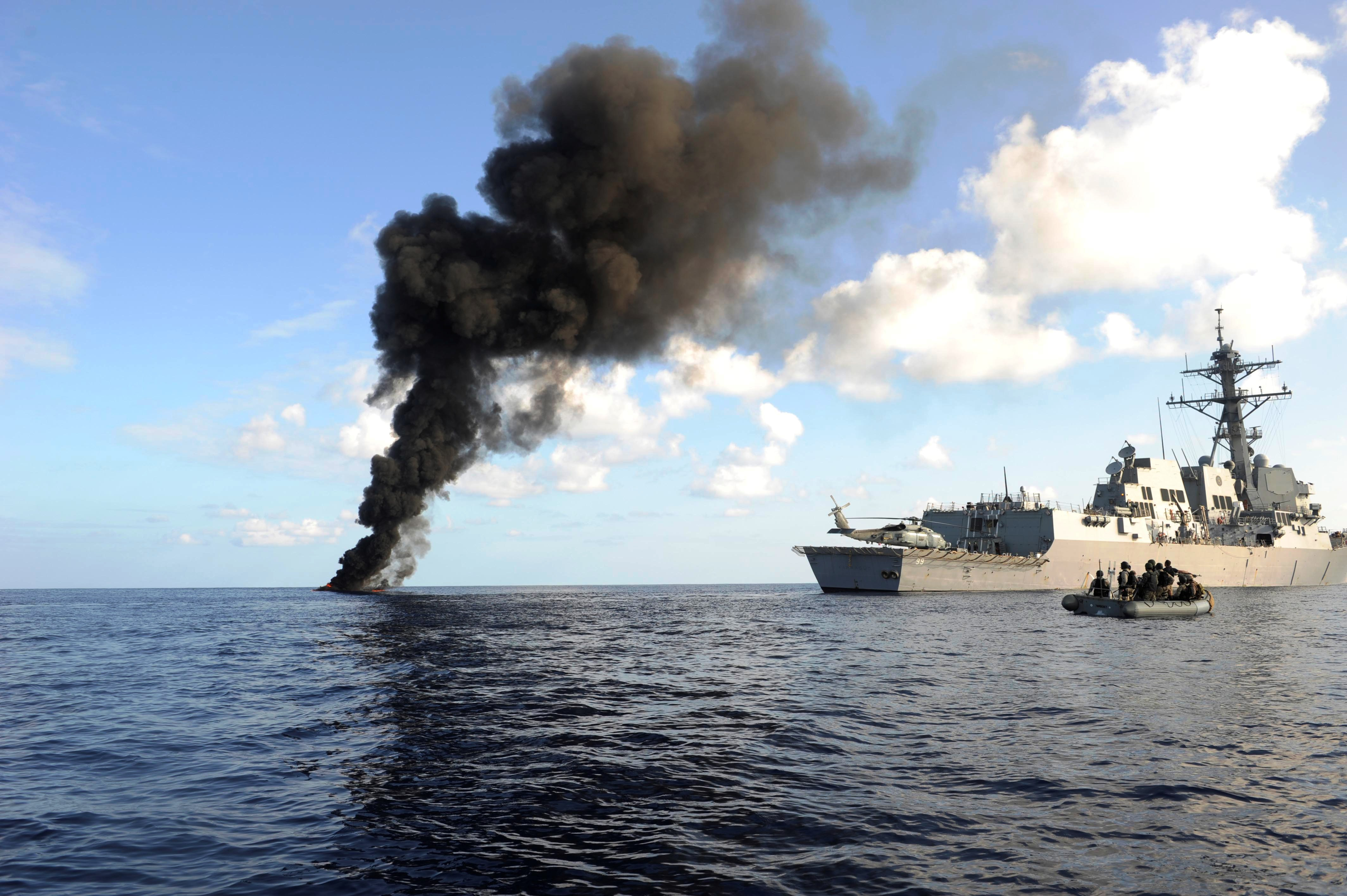
USS Farragut distrugând o navă de pirați somalezi.

În 2008, Secretarul General al Națiunilor Unite Ban Ki-moon, le-a cerut navelor aliate să protejeze navele Operațiunea Furnizorul Aliat, care distribuiau ajutoare ca parte a Programului Alimentar Mondial în Republica Federală Somalia.
Consiliul Atlanticului de Nord, alături de alte state, printre care Federația Rusă, Republica Populară Chineză și Republica Coreea au înființat în acest context Operațiunea Scutul Oceanului, descrisă drept "răspunsul NATO pentru combaterea pirateriei în zona Cornului Africii. Operațiunea a avut drept scop descurajarea și întreruperea atacurilor piraților, protejarea navelor și creșterea nivelului securității în regiune.
 Începând cu 17 august 2009, NATO a trimis nave în operațiune pentru protejarea traficului maritim în Golful Aden și Oceanul Indian, a condus atacuri împotriva navelor de pirați somalezi, și au ajutat marinele locale să se întărească.

### Intervenția în Libia
În timpul Războiului Civil Libian, violența între protestatari și guvernul Statului Libia, condus de Muammar al-Gaddafi a escalat, iar pe 17 martie 2011 aceasta a condus la adoptarea rezoluției 1973 a Consiliului de Securitate al Organizației Națiunilor Unite, prin care se cerea încetarea focului și prin care se autoriza intervenția militară pentru protejarea civililor. Ca urmare a adoptării rezoluției și la scurtă vreme după aceasta, o coaliție care a cuprins și unii membrii ai NATO va implementa o zonă de excludere aeriană în spațiul aerian al Libiei, începând cu Operațiunea Harmattan a Forțelor Aeriene Franceze la 19 martie.
La 20 martie 2011, prin Operațiunea Protectorul Unificat, statele membre NATO au fost de acord să implementeze un embargo al armelor împotriva Libiei, folosindu-se de nave ale Grupului maritim permanent 1 și Grupului permanent de contramăsuri împotriva minelor, alături de alte nave și submarine oferite de statele membre.

## Apărarea colectivă și noul rol NATO
NATO a fost creat pentru a asigura securitatea membrilor prin mijloace politice și militare, conform Tratatul Atlanticului de Nord și principiilor Cartei ONU. Scopul principal a fost promovarea unei securități comune, consolidarea democrației și prevenirea conflictelor.
Principalele sarcini ale NATO:
- Securitate: Crearea unui mediu stabil și protejarea democrației.
- Consultare: Discuții regulate între aliați privind probleme de securitate.
- Descurajare și apărare: Prevenirea agresiunilor prin apărare colectivă.
- Managementul crizelor: Prevenirea și gestionarea conflictelor.
- Parteneriate: Cooperarea și creșterea încrederii între statele membre și partenerii externi.

Rolul NATO:
- Asigură apărarea colectivă și stabilitatea în Europa.
- Îndeplinește un rol esențial în protejarea drepturilor omului și promovarea păcii.
- Angajamentul pentru apărarea colectivă rămâne esențial.
- Menținerea legăturii transatlantice pentru a asigura eficiența și credibilitatea NATO.

Evoluția NATO:
- În 1967, doctrina Harmel promovează apărarea adecvată și detensionarea relațiilor Est-Vest.
- În 1979, invadarea Afganistanului de către URSS, care a schimbat dinamica securității europene.
- În anii 1990-2000, NATO se extinde și adaptează în fața noilor realități geopolitice prin crearea de parteneriate și schimbări în strategiile de apărare, cum ar fi Parteneriatul pentru Pace.
- În 1995, NATO a preluat controlul operațiunilor de menținere a păcii, contribuind la stabilizarea Fostei Iugoslavii.
- NATO a jucat un rol cheie în gestionarea crizei umanitare și asigurarea păcii prin intervenții aeriene și desfasurarea forțelor de stabilizare în Kosovo.

Transformări recente ale NATO:
- Creșterea flexibilității și mobilității forțelor militare.
- Implicarea țărilor partenere în misiuni și operațiuni comune.
- Adoptarea de noi politici pentru a răspunde provocărilor din sec. XXI, inclusiv printr-un accent mai mare pe parteneriate și cooperare internațională.

## Relațiile NATO cu alte organisme internaționale

### Relația NATO – Uniunea Europei Occidentale (UEO)
Cooperarea dintre NATO și Uniunea Europei Occidentale (UEO) a fost esențială pentru revitalizarea acesteia. În 1992, s-au început reuniunile oficiale ale Consiliului UEO și Consiliului Nord-Atlantic, iar membrii NATO și UEO au început să participe la întâlnirile celuilalt. În 1994, Summitul NATO de la Bruxelles a introdus conceptul de Identitate Europeană pentru Securitate și Apărare (ESDI), iar în 1996 s-a sprijinit crearea unor forțe militare eficiente, capabile să acționeze sub comanda UEO, cu sprijinul NATO.
În 2000, NATO și UEO au realizat exerciții comune de gestionare a crizelor pentru a testa capacitatea de cooperare în situații de urgență. Pe parcursul acestei perioade, NATO a asigurat accesul UEO la resursele și capacitățile sale militare, oferind suport în caz de crize.

### Relația NATO – Uniunea Europeană (UE)
În 1999, Uniunea Europeană a adoptat un „Obiectiv global” de dezvoltare a capacităților militare pentru gestionarea crizelor. Aceasta presupunea ca UE să poată desfășura forțe de până la 60.000 de soldați pentru a interveni în crize internaționale, fără ca NATO să fie angajat direct.
UE a continuat să colaboreze cu NATO, asigurând transparență și cooperare în domeniul securității, fără a înființa o armată europeană separată. NATO și UE au stabilit mecanisme de consultare și cooperare regulată, având întâlniri periodice pentru a aborda probleme comune de securitate.
Conceptul strategic din 1991 a marcat o schimbare în abordarea securității, punând accent pe cooperare și reducerea riscurilor prin utilizarea forțelor multinaționale și a dialogului. De asemenea, au fost reduse armele nucleare și s-au îmbunătățit mobilitatea și flexibilitatea forțelor militare NATO.